# 上代務
上代 務（かみしろ つとむ、1965年2月18日 - ）は、日本の脚本家、漫画原作者。千葉県茂原市出身。 

## 人物
主にアニメ作品の分野で活躍している。シナリオセンター卒業者。
神尾龍の名義を用いて漫画原作として活動。2009年にはアニメーション作品の演出も担当。

## 主な参加作品

### アニメ
- NINKU -忍空-（1995年・脚本）
- バーチャファイター（1995年 - 1996年・シリーズ構成[1]）
- KAIKANフレーズ（1999年・脚本）
- 週刊ストーリーランド（2000年 - 2001年・脚本）
- カレイドスター 新たなる翼（2003年・脚本）
- capeta（2005年 - 2006年・シリーズ構成）
- 甲虫王者ムシキング 森の民の伝説（2005年・脚本）
- ゴーストハント（2006年・シリーズ構成）
- D.Gray-man（2007年・脚本）
- キャシャーン Sins（2008年・脚本）
- RIDEBACK（2009年・絵コンテ）
- クッキンアイドル アイ!マイ!まいん!（2009 - 2013年・脚本）
- バクマン。（2010年・脚本）
- 遊☆戯☆王ZEXAL（2011年・脚本）
- HUNTER×HUNTER（第2作）（2012年・シリーズ構成）
- 遊☆戯☆王ARC-V （2014年・シリーズ構成）
- クラシカロイド（2017年・脚本）

### 特撮
- 超星神グランセイザー（2004年）
- 幻星神ジャスティライザー（2005年）

### 映画
- 横浜ばっくれ隊 純情ゴロマキ死闘篇（1995年）
- 内閣特務捜査官シリーズ（1997年～1998年）
- ORDER（1998年）
- シベリア超特急3（2003年）
- 空蝉（2003年・アドバイザー）
- アップルシード（2004年）
- シベリア超特急4（2004年）
- シベリア超特急007　モスクワより愛をこめて（2004年）

### 漫画原作
- 約束の日（作画・大島岳詩）
- 派遣社員お銀（作画・落合尚之）
- 鳳（作画・渡辺みちお）
- 影虎（作画・岡村賢二）
- 獅子紋（作画・長沢克泰）
- 赤松さん（作画・中原裕）
- 頼りにしてます（作画・中原裕）
- ラストイニング（作画・中原裕）[2]
- Fへの帰還（作画・中原裕）[3]
- DrivingDoctor 黒咲（作画・ユウダイ）
- ラブコメと怪獣退治の不文律[4]
- はぐれもの〜アウトロー〜（作画・中原裕）[5]
- はぐれもの〜春をさがしに〜（作画・中原裕）[6]

### 小説
- グランプリ（広済堂文庫）
- グランプリ2 灼熱のフェスタ（広済堂文庫）
- グランプリ3 風の輪舞曲（広済堂文庫）